# Alphonse Emmanuel de Moncel de Perrin
Pour les articles homonymes, voir Moncel.
Alphonse Emmanuel Moncel, comte de Perrin de Cabrilles Labrassaguier, né le 7 septembre 1866 à Paris et mort en 1930, est un sculpteur et médailleur français.

## Biographie
Alphonse Emmanuel de Moncel de Perrin est nommé chevalier de l'ordre national de la Légion d'honneur par décret du 20 mai 1903.
Dans les années 1930, il est propriétaire du château du Rivau, comme le montre un de ses courriers figurant dans son dossier de Légion d'honneur.

## Œuvres dans les collections publiques

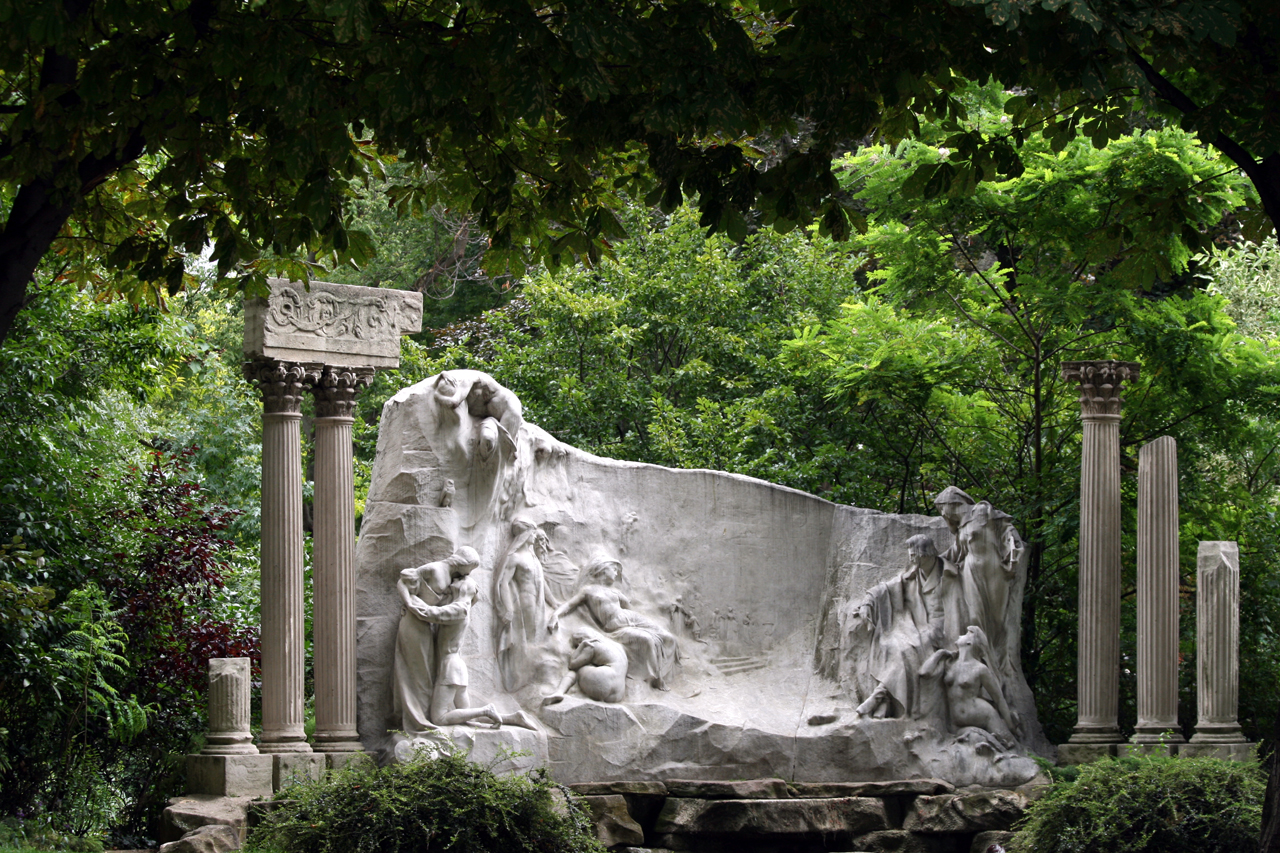
Le Rêve du Poète (1907), Paris, place du Canada.

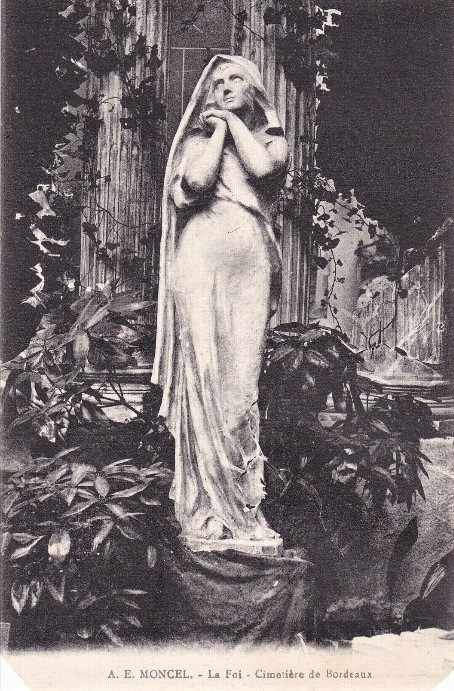
La Foi, Bordeaux, cimetière de la Chartreuse.

- Angers, musée des Beaux-Arts : Alain Chartier, Salon de 1892, statue en plâtre.
- Boulogne-Billancourt, square Léon-Blum :
  - Deux jeunes filles et une conque, vers 1900, groupe en marbre blanc[4] ;
  - Jeune femme allongée, vers 1900, statue en marbre blanc[5].
- Grenoble, musée de Grenoble : Général Paul-Vincent Faure-Biguet, vers 1900, buste en plâtre patiné bronze[6].
- Paris :
  - place du Canada, jardin de la Nouvelle-France : Le Rêve du poète, 1907, haut-relief en marbre[7] ;
  - place du Général-Catroux : Monument à Thomas Alexandre Dumas, 1912, bronze, envoyé à la fonte sous le régime de Vichy dans le cadre de la mobilisation des métaux non ferreux ;
  - à l'angle de la rue de Tocqueville et de la rue Léon-Cosnard : Monument à Alain Chartier, 1894, bronze, envoyé à la fonte sous le régime de Vichy dans le cadre de la mobilisation des métaux non ferreux.
  - cimetière de Passy, division 12 : sépulture d'Henriette Lafourcade[8].

## Salons
- Salon des artistes français, 1905 : Le Rêve du poète, plâtre.
- Salon des artistes français, 1914 : Les Trois Mousquetaires, bronze[9].